# 1869 au Québec
Cet article traite des événements survenus en 1869 au Québec. 

## Événements

### Janvier
- 11 janvier : John Lemesurier est reconfirmé dans ses fonctions à la mairie de Québec[1].
- 20 janvier : ouverture de la deuxième session de la 1re législature[2].

### Février
- 11 février : le conservateur Charles-François Roy remporte l'élection partielle de Kamouraska[2].
- 12 février : le futur Code municipal est rendu public. Il ne sera cependant sanctionné qu'à la session de 1870[3].
- 17 février : le libéral Charles-Alphonse-Pantaléon Pelletier remporte l'élection partielle fédérale de Kamouraska. Cette circonscription n'avait pas de député depuis la première élection canadienne du 1er juillet 1867 à cause des émeutes.
- 26 février : le premier ministre Pierre-Joseph-Olivier Chauveau dépose un projet de loi visant à encourager la formation de sociétés de colonisation[4].

### Mars
- 8 mars : le second budget du gouvernement Chauveau contient des revenus de 3 177 000 $ et des dépenses de 2 361 000 $. Selon le trésorier Christopher Dunkin, ces chiffres sont provisoires car le comité d'arbitrage n'a pas encore rendu son jugement concernant la répartition de la dette de l'ancien Canada-Uni entre le Québec et l'Ontario[5].
- 9 mars : Henri-Gustave Joly de Lotbinière devient le chef de l'opposition officielle à l'Assemblée législative[2].
- 19 mars : le gouvernement dépose un projet de loi visant à mieux structurer le système scolaire. Sa mesure la plus controversée consiste à diviser le Conseil de l'instruction publique en deux comités, l'un catholique et l'autre protestant[6].

### Avril
- 1er avril : Georges-Étienne Cartier revient au Canada après un long séjour au Royaume-Uni.
- 5 avril :
  - la loi sur la réorganisation du système scolaire est sanctionnée[7].
  - plusieurs lois concernant la législature sont sanctionnées. L'une d'elles définit les pouvoirs, privilèges et immunités des deux Chambres. Une autre oblige les nouveaux ministres à se faire réélire après leur nomination. Une troisième énonce qu'une législature ne sera pas nécessairement dissoute par la mort d'un souverain. Une quatrième donne le droit aux comités parlementaires d'assermenter les témoins[2].
  - la session est prorogée.
- 14 avril : Londres avertit Ottawa qu'elle rapatriera bientôt toutes les troupes britanniques stationnées au Canada dont celles logeant à la Citadelle de Québec[8].
- 15 avril : le maire de Montréal, William Workman, déclare que le Canada ne doit pas s'en tenir qu'à quatre provinces[8].
- 16 avril : lors d'un discours à Montréal, Georges-Étienne Cartier approuve la récente loi provinciale sur les écoles et confirme la prochaine acquisition des Territoires du Nord-Ouest par le Canada[9].

### Mai
- 20 mai : à Ottawa, le premier ministre canadien John A. Macdonald présente un projet de loi statuant que l'élection devrait se faire en un seul jour. Il ne sera cependant pas adopté avant quelques années[10].

### Juin
- 3 juin : le projet de loi créant une Cour suprême du Canada est rendu public[11].

### Juillet
- 8 juillet : le conservateur Barthélémy Pouliot remporte l'élection partielle fédérale de L'Islet[12].

### Août
- Août : l'évêque de Montréal, Ignace Bourget, statue que tout membre de l'Institut canadien, soupçonné de défier l'autorité religieuse, sera privé de sacrements. L'Institut canadien, fondé en 1844, est une académie dont les membres ont envers les livres qu'ils collectionnent une largeur de vues suspecte pour l'Église[13].
- 3 août : le gouvernement signe le contrat de construction de chemin à lisses de Gosford[14].
- 7 août : le Montréal Mercury annonce que 22 nouvelles paroisses ont été fondées au Québec depuis les débuts de la Confédération canadienne en 1867[15].
- 20 août : un orage cause l'effondrement d'un terrain d'un diamètre de 30 pieds au marché Papineau de Montréal[16].

### Septembre
- 2 septembre : le chef libéral Antoine-Aimé Dorion annonce que son Parti se sépare de l'Institut canadien[17].
- 6 septembre : Pierre-Joseph-Olivier Chauveau devient président de la Société Saint-Jean-Baptiste[18].
- 14 septembre : le prince Arthur, duc de Connaught et Strathearn (en), arrive à Québec à bord du navire Napoléon III et il est reçu par les dignitaires de la ville. Il est le premier membre de la famille royale britannique à visiter le Canada depuis la mise en place de la Confédération[19].
- 16 septembre : le conservateur Sévère Dumoulin démissionne comme député de Trois-Rivières[2].
- 30 septembre : un nouveau détachement des zouaves pontificaux part pour Rome[20].

### Octobre
- 6 octobre : le député conservateur de Huntingdon, Julius Scriver, démissionne afin de se présenter à la prochaine élection partielle fédérale[2].
- 19 octobre : le conservateur Charles-Borromée Genest (en) remporte l'élection partielle de Trois-Rivières[2].
- 25 octobre : Joseph Gibb Robertson succède à Christopher Dunkin au poste de trésorier provincial[2].
- 30 octobre : le libéral Julius Scriver remporte l'élection partielle fédérale de Huntingdon à la suite de la démission de John Rose.

### Novembre
- Novembre : William Workman est réélu à la mairie de Montréal.
- 5 novembre :
  - Joseph Gibb Robertson remporte l'élection partielle de Sherbrooke[2].
  - John Lemesurier annonce sa démission de la mairie de Québec[21].
- 6 novembre : le conservateur William Costwell remporte l'élection partielle de Huntingdon[2].
- 15 novembre : William Hossak est élu maire de Québec, mais son élection est aussitôt contestée car le nouveau maire ne réside pas dans les limites de la ville[22].
- 18 novembre : le typographe Joseph Guibord, un membre excommunié de l'Institut canadien, meurt. Le clergé de sa paroisse refuse de l'inhumer dans le cimetière Côte-des-Neiges, où il possédait un lot[23].
- 21 novembre : le cortège funèbre de Guibord est empêché d'entrer dans le cimetière. Les amis du défunt décident d'emmener l'affaire devant une Cour civile[23].
- 23 novembre : ouverture de la troisième session de la 1re législature[2].

### Décembre
- 6 décembre : Adolphe Guillet dit Tourangeau est candidat à la mairie de Québec, le maire Hossak ayant finalement décider de se désister[24].
- 8 décembre : au Manitoba, Louis Riel forme un gouvernement provisoire à Fort Garry[25].
- 14 décembre : le budget Robertson annonce un excédent de 200 000 $, chiffre vite contesté par l'opposition[26].

## Naissances
- 6 mars - François-Xavier Ross (personnalité religieuse) († 5 juillet 1945)
- 18 mars : Maude Abbott (médecine et féministe) († 2 septembre 1940)
- 6 avril - Marc-Aurèle de Foy Suzor-Côté (peintre) († 29 janvier 1937)
- 22 avril - Médéric Martin (politicien, Maire de Montréal) († 12 juin 1946)
- 25 juillet - Charles Duquette (politicien) († 30 décembre 1937)
- 29 septembre - Arthur Plante (avocat et homme politique)  († 31 janvier 1927)
- 11 octobre - Henri Sévérin Béland (médecin et homme politique) († 22 avril 1935)

## Décès
- 5 mars - John Redpath (homme d'affaires) (º décembre 1796)
- 1er avril - Louis-Charles Boucher de Niverville (politicien) (º 12 août 1825)
- 7 novembre - Pierre-Martial Bardy (enseignant et homme politique)  (º 30 novembre 1797)
- 18 novembre - Joseph Guibord (imprimeur) (º 31 mars 1809)